# Вацлав Вацлавичек
Вацлав Вілем Вацлавичек (9 грудня 1788 - 18 або 19 вересня 1862, Прага) — римо-католицький єпископ, архієпископ Львівський, Примас Галичини і Володимирії (1847–1849), ректор Карлового університету в Празі.

## Життєпис
Син Йосипа Ігнаца Вацлавика, адміністратора маєтку Хоустниці. Після закінчення Празької семінарії 28 вересня 1809 р. був висвячений на диякона, 19 листопада 1809 р. — на священика і став парохом Чеської Будейовицької єпархії, був капеланом у Плані-над-Лужницею.
1814 року був призначений деканом у Начерадці, а потім вікарієм у Бистрицях. У 1829 р. обраний каноніком митрополичої капітули при Св. Віта у Празькому Граді. У 1829–1830 роках редагував «Журнал католицького духовенства» і є автором кількох книг. 1831 р. став деканом теологічного факультету Карлового університету в Празі, а в 1838 р. — ректором цього університету. У 1837–1848 рр. декан Празької митрополичої капітули.
17 грудня 1847 року став Архиєпископом Львівським та Примасом Галичини і Володимерії. Звільнився з Львівської катедри мотивуючи це спротивом польських ксьондзів. 1849 року його замінив на Архиєпископстві Лукаш Баранецький, інавгурований 13 січня 1850 року, а Примасом Галичини і Володимерії став митрополит Михайло (Левицький). 
Вацлав В. Вацлавичек був чеським громадсько-патріотично активним (член Matica české ), дослужився до чину губернського радника і був губернським депутатом у 1861–1862 рр.
За свою працю став кавалером австрійського Ордену Леопольда.
Похований на Шарецькому кладовищі.